# Галле, Карл
Карл Август Энгельберт Галле (нем. Carl August Engelbert Galle; 5 октября 1872, Кёнигсберг, Пруссия — 18 апреля 1963, Восточный Берлин) — немецкий легкоатлет-универсал, футболист, крикетист и теннисист. Участник летних Олимпийских игр 1896 года.

## Биография
Карл Галле родился 5 октября 1872 года в немецком городе Кёнигсберг (сейчас Калининград в России).
В 1894—1899 годах играл в футбол за берлинскую «Германию».
В 1896 году вошёл в состав сборной Германии по футболу на летних Олимпийских играх в Афинах, однако футбольный турнир не состоялся. В результате стартовал в легкоатлетических соревнованиях. В беге на 1500 метров занял 4-е место. Также был заявлен в прыжках в длину, в высоту, с шестом и марафоне, но не вышел на старт. В марафоне не участвовал по совету немецкого врача.
Также играл в крикет и теннис.
С 1902 года жил на Азорских островах. Работал телефонным техником, контролируя работу немецкого трансатлантического кабеля связи.
В 1960 году Олимпийский комитет ГДР пригласил его на летние Олимпийские игры в Риме как старейшего на тот момент немца, участвовавшего в Играх-1896.
Умер 18 апреля 1963 года в Восточном Берлине.